# Tapinella corrugata
Tapinella corrugata (G.F. Atk.) E.-J. Gilbert – gatunek grzybów z rodziny ponurnikowatych (Tapinellaceae).

## Systematyka i nazewnictwo
Pozycja w klasyfikacji według Index Fungorum: Tapinellaceae, Boletales, Agaricomycetidae, Agaricomycetes, Agaricomycotina, Basidiomycota, Fungi.
Po raz pierwszy takson ten zdiagnozował w 1900 r. George Francis Atkinson nadając mu nazwę Paxillus corrugatus. Obecną, uznaną przez Index Fungorum nazwę nadał mu w 1931 r. Edouard-Jean Gilbert, przenosząc go do rodzaju Tapinella.
Niektóre synonimy:
- Paxillus corrugatus G.F. Atk., Stud. Amer. Fungi: 1900